# Квартет Микеланджело
Квартет Микеланджело (англ. Michelangelo String Quartet) — струнный квартет, созданный в 2002 году и названный в честь великого итальянского художника Микеланджело Буонарроти. Квартет носит интернациональный характер: в его составе — румынская скрипачка Михаэла Мартин, российский скрипач Даниил Австрих, японская альтистка Нобуко Имаи и шведский виолончелист Франс Хельмерсон.
Основу репертуара коллектива составляют квартеты Гайдна, Моцарта, Бетховена, а также Шостаковича. В концертном сезоне 2012-13 г. квартет исполнит весь цикл квартетов Бетховена в Шотландии.
Все музыканты к началу работы в квартете были уже опытными солистами, а Имаи имела и большой опыт ансамблевого музицирования в составе известного Квартета Вермеера.